# Drop Site News
Drop Site News es un medio de noticias de investigación sin fines de lucro fundado por Ryan Grim y Jeremy Scahill en julio de 2024. Tiene su sede en Washington D. C., Estados Unidos.

## Historia
En julio de 2024, Ryan Grim y Jeremy Scahill fundaron Drop Site News, con Nausicaa Renner como editor fundador. Todos ellos habían trabajado para The Intercept, que había experimentado importantes problemas y salidas de personal en los meses anteriores. La junta directiva de The Intercept rechazó una oferta de Grim y Scahill para hacerse cargo de la empresa.
El New York Times describió la creación de Drop Site News (comparándola con User Mag de Taylor Lorenz, Status de Oliver Darcy y 404 Media, fundada por antiguos empleados de Vice Motherboard) como un ejemplo de «una serie de periodistas que abandonaron instituciones mediáticas tradicionales en los últimos años para emprender su propio camino». The Intercept financió el lanzamiento de Drop Site News.
Grim describió a Drop Site News como un medio centrado ampliamente en desenmascarar «el poder y la codicia». Además ha expresado su creencia en la importancia de los medios alternativos para «desacreditar la desinformación que a menudo no es cuestionada por el periodismo corporativo», citando su observación de que «muchas narrativas de propaganda israelíes se desmoronaron bajo la presión de los medios alternativos», como las afirmaciones de que Hamás decapitó a cuarenta bebés o cometió violaciones sistémicas durante los ataques del 7 de octubre.
El 8 de julio de 2024, Instagram, la plataforma de redes sociales propiedad de Meta Platforms, retiró varias entrevistas sobre la guerra de Gaza publicadas por Democracy Now! Entre ellas, se encontraba una entrevista de Scahill realizada por Amy Goodman sobre sus entrevistas con funcionarios de Hamás para Drop Site News. El aviso de retirada de Instagram indicaba que las entrevistas eliminadas incluían «símbolos, elogios o apoyo a personas y organizaciones que consideramos peligrosas».
En 2025, The Palestine Laboratory Podcast de Drop Site News fue nombrado finalista del premio Quill al mejor pódcast otorgado por el Melbourne Press Club.

## Periodistas
Los periodistas de Drop Site incluyen a Grim, Scahill, Renner, Sharif Abdel Kouddous y Murtaza Hussain. Durante la guerra de Gaza, el periodista palestino Hossam Shabat trabajó para Drop Site News, informando desde el norte de la Franja de Gaza, antes de ser asesinado en marzo de 2025 en un ataque israelí.